# Dobben (Bremen)
Der Dobben war bis 1864 ein Gewässer von 1,3 km Länge einen halben Kilometer östlich der Bremer Altstadt. Sein ehemaliger Verlauf ist noch heute an den Straßen Sielwall und Am Dobben erkennbar. Hier verläuft auch die Grenze der Stadtteile Mitte (Ortsteil Ostertor) und Östliche Vorstadt (Ortsteil Steintor).
Heute bezeichnet Dobben in Bremen umgangssprachlich eine Straßenkreuzung in der Mitte der Straße Am Dobben, an der auch die kurze Straße Dobbenweg einmündet, sowie die dortige Straßenbahnhaltestelle Am Dobben (früher Dobbenweg).

## Das GewässerDobben

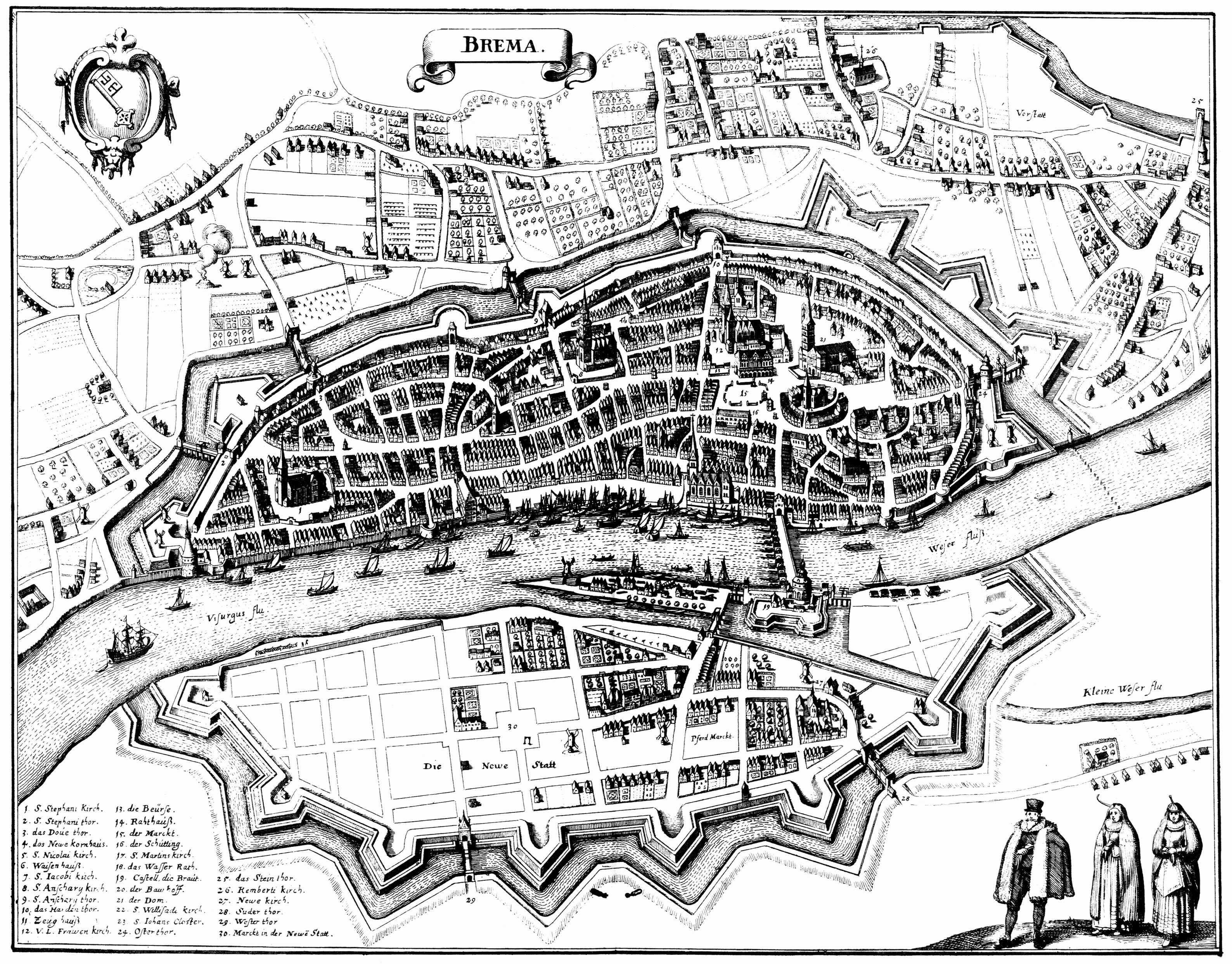
Merian 1641: Brema, am rechten Rand mit der Nr. 25 das Steintor, oberhalb = dahinter ^{2}_{3} des Dobbens

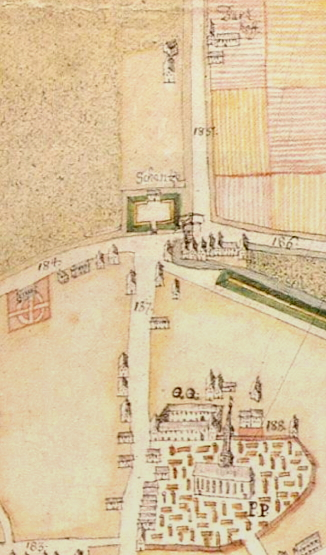
1757 (aus dem Plan von Heinbach): Übergang des Dobbens in den Kuhgraben (Band ohne farbliche Hervorhebung links der Straße vor dem Barkhoff (185)) mit Gebäuden der Schleifmühle und Rechteckschanze. In der Karte wird auch der Dobben als „Kuhgraben“ bezeichnet.

Das Gewässer wird aus einem alten Seitenarm der Weser entstanden sein, dessen Wasser zur Kleinen Wümme abfloss. Ob das Weserwasser immer oder nur bei Flut oder nur bei besonderen Hochwassern in diesen Arm drang, wird in einschlägigen Werken nicht präzisiert und lässt sich nicht mehr feststellen.
Bevor der erstmals 1277 erwähnte Kuhgraben angelegt wurde, wird der Abfluss zur kleinen Wümme südlich und westlich der Bürgerviehweide verlaufen sein, aufgrund des geringen Gefälles ist eine Verzweigung und häufigere Verlagerung wahrscheinlich. Das im Weidebrief erwähnte aqua Widel dürfte ein Teil dieses Abflussweges gewesen sein.
Anlässlich einer militärischen Auseinandersetzung zwischen Erzbischof Gottfried und dem Gegenkandidaten Maurizius erwähnt die Rynesberch-Chronik im Jahr 1349 eine landwere by deme spittale (Rembertispital), was als ersten Hinweis auf die Landwehr-Funktion des Dobbens angesehen wird. Den Zufluss aus der Weser in den Graben regelte nun ein Siel. Das westliche, stadtseitige Ufer sicherte ein Palisadenzaun oder ein kleiner Wall.
Zehn Jahre später wurde die Straße vom Ostertor nach Hastedt erstmals als steenstrate bezeichnet. Der Durchlass bzw. Übergang der Steinstraße heißt spätestens seit dem 17. Jahrhundert Steintor, bestehend aus einer Zugbrücke, einem freistehenden Torbogen und dem Steinturm. Als dessen Baujahr wird in mehreren Quellen 1310 angegeben, was aber auf eine Verwechselung mit dem Tor zwischen eigentlicher Altstadt und dem erst später ummauerten Stephaniviertel zurückzuführen ist, das 1284 als porta lapidea, also ebenfalls „Steintor“, bezeichnet wurde. Bei der nächsten Erwähnung einer porta lapidea in einer Urkunde von 1352 ist offen, ob noch das Tor aus dem 13. Jahrhundert gemeint ist, oder schon der Dobbenübergang. 
Dann wurde 1410 am Anschluss des Dobbens an den Kuhgraben der Pagenthorn (hochdeutsch: Pferdeturm) errichtet, aber später durch ein Rechteckfort ersetzt. Hier kreuzte der Weg vom Herdentor nach Schwachhausen das Wasser. An dieser Stelle war noch ein drittes Gewässer verknüpft, das, teilweise geschlängelt, den Südrand der Bürgerweide markierte und in den ersten Karten namentlich dem Kuhgraben zugerechnet wurde, aber ein Teil des ursprünglichen Abflusses sein könnte.
1459 wurde am Ende des Dobbens eine Schleifmühle gebaut, die ihren Namen auch behielt, als sie später zur Walkemühle umgerüstet wurde. Lange vor der Einführung von Dampfmaschinen wurde der Betrieb aber ganz eingestellt, weil die Nutzung des Dobbens als Mühlkanal bei der zu der Zeit ohnehin prekären Entwässerungssituation des Blocklandes immer wieder Überschwemmungen verursachte.
Politisch bildete das Gebiet beiderseits dieser Landwehr eine Einheit, zuletzt Pagenthorner Bauerschaft genannt. Zu deren Aufgaben in der bis 1848 noch stark feudal geprägten Stadtrepublik Bremen gehörte die Instandhaltung des Dobbens. Als dann die Torsperre fiel und die Bewohner der Vorstädte denen der Altstadt gleichgestellt wurden, begann in großem Stil die Erschließung der östlichen Vorstadt als Wohngebiet. In dem Zusammenhang wurde 1864 der Dobben zugeschüttet und die an seiner Stelle angelegten Straßen gehörten für einige Jahre zu den besten Wohnlagen in Bremen.

## Die StraßeAm Dobben

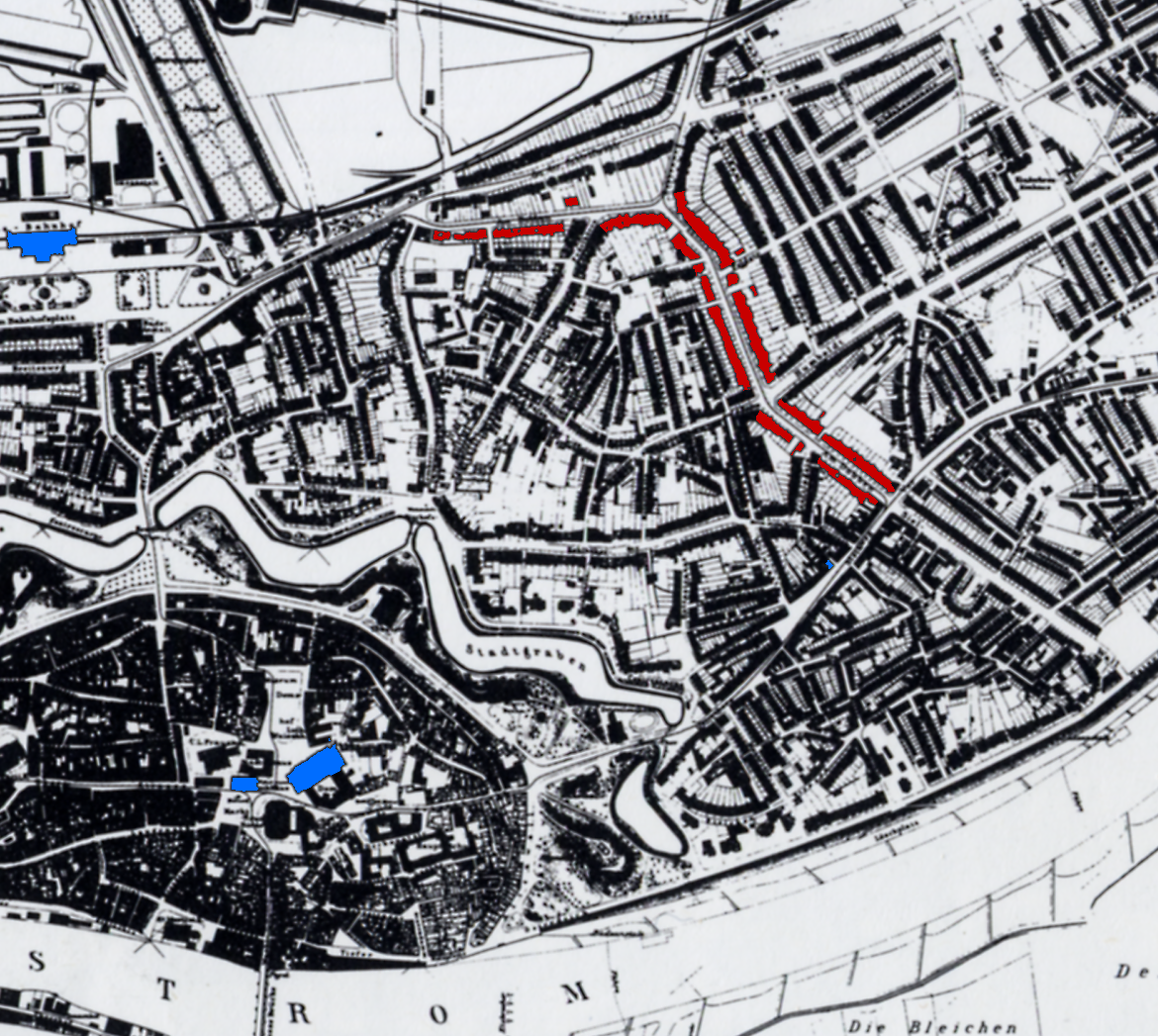
Bremen 1884:
rot = Bebauung Am Dobben
blau = Dom, Rathaus, Staatsbahnhof

Die Hauptstraße Am Dobben, die teilweise den Verlauf des überbauten Gewässers kennzeichnet, ist eine belebte Straße zwischen der westlichen Straße An der Weide, die vom Hauptbahnhof Bremen kommt, und der süd-/östlichen Straße Sielwall, in das sogenannte Viertel, also in die Ortsteile Ostertor und Steintor. 
Seit 1881 fährt die Straßenbahn durch diese Straße, zunächst die Ringbahn der Großen Bremer Pferdebahn (1910 elektrifiziert, 1942 eingestellt), seit 1919 die Linie 10 der Bremer Straßenbahn, zunächst von der Bismarckstraße nördlich des Klinikums über Vor dem Steintor und Hauptbahnhof nach Walle, heute von Sebaldsbrück über den Hauptbahnhof nach Gröpelingen.
Die Straße wird begleitet durch eine zwei- bis dreigeschossige Wohn- und Geschäftshausbebauung, zumeist aus dem letzten Drittel des 19. Jahrhunderts. Die einzigen heute noch frei stehenden Gebäude sind die Villa Rutenberg und das nach Johann Hinrich Wichern benannte Wichernhaus (Nummer 112, von der Inneren Mission genutzt). Alles übrige ist geschlossene Bebauung.

Zwischen der Sielwallkreuzung und dem Dobbenweg ist diese Bebauung beidseitig. Vom Dobbenweg bis zur Rembertistraße ist nur die Südseite städtebaulich auf den Dobben ausgerichtet, die nördliche Straßenseite besteht seit jeher großenteils aus der Rückseite der südlichen Grundstücke der Straße Außer der Schleifmühle. 
Trotz Innenstadtnähe und Hauptstraßenfunktion haben mehr als die Hälfte der Grundstücke ihre Vorgärten behalten.

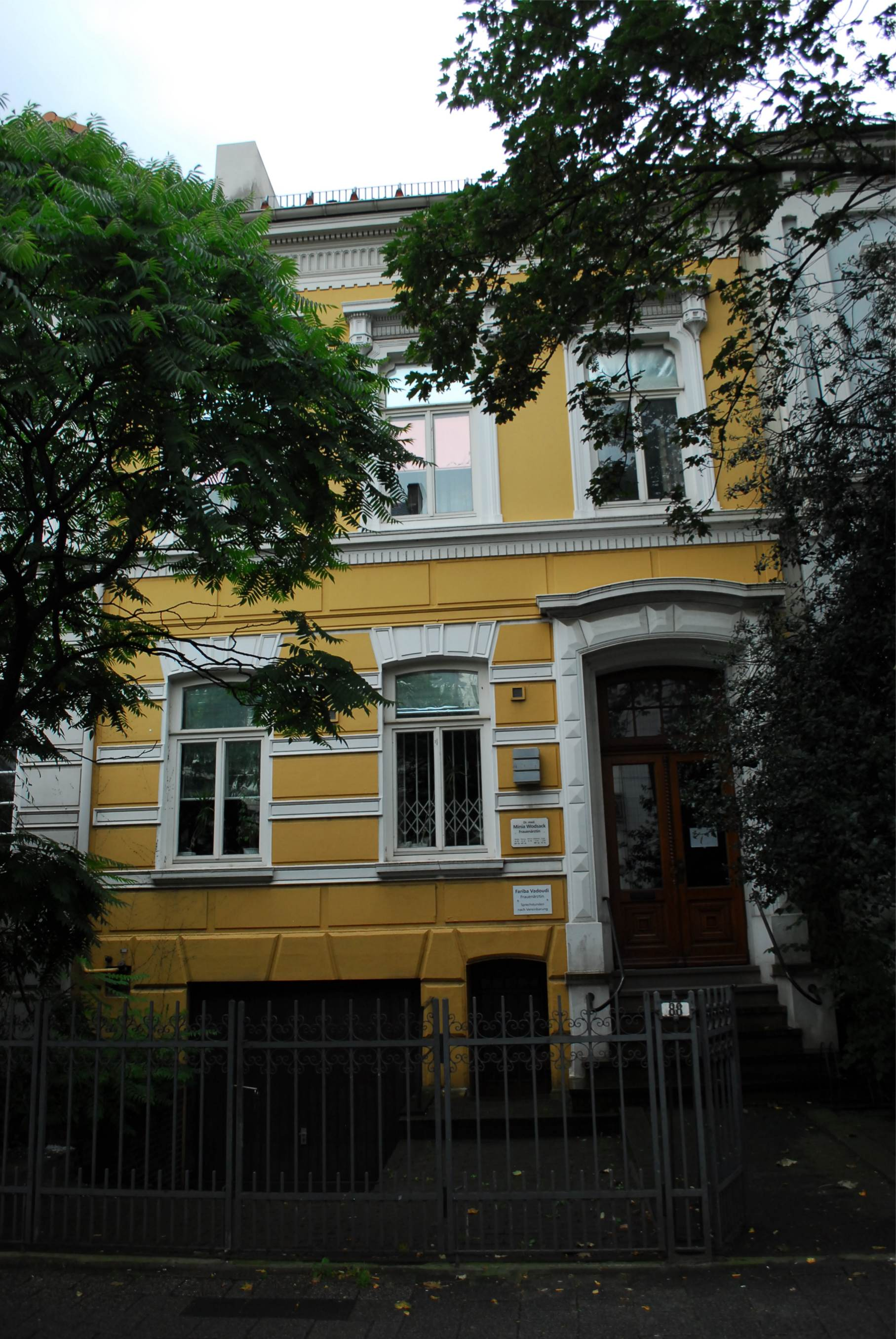
Am Dobben 88
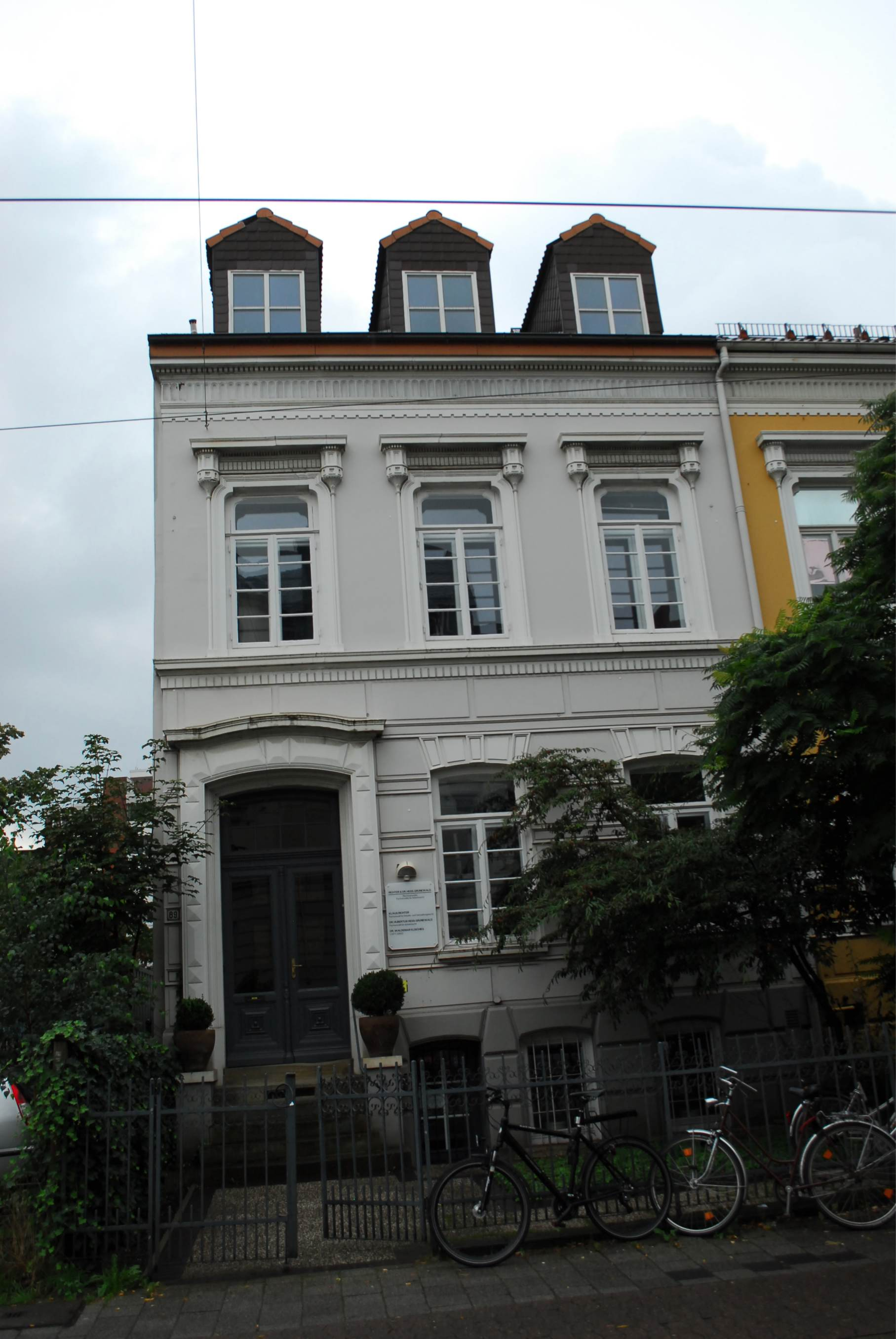
Am Dobben 89
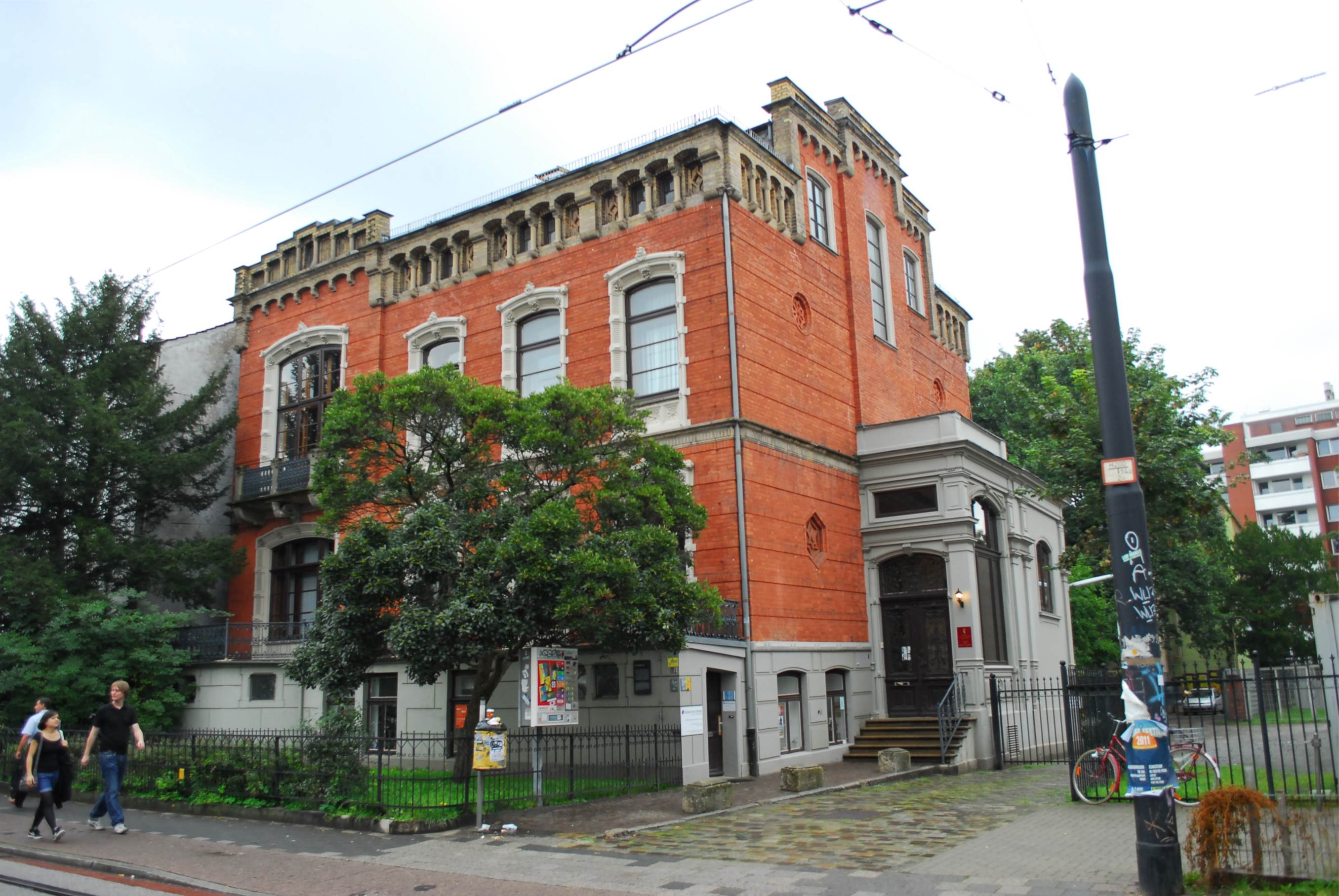
Am Dobben 91 (Villa Rutenberg)
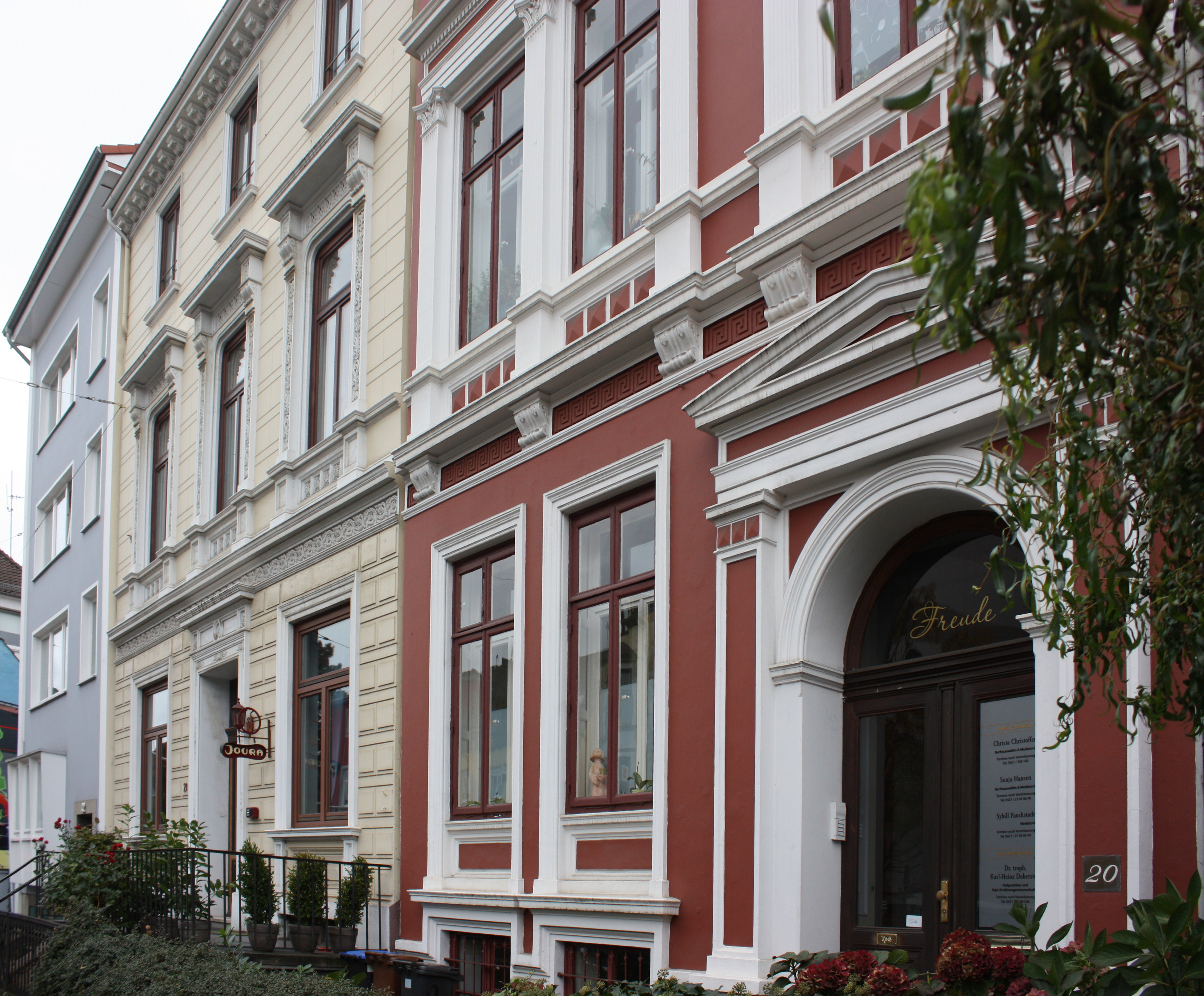
Am Dobben 20
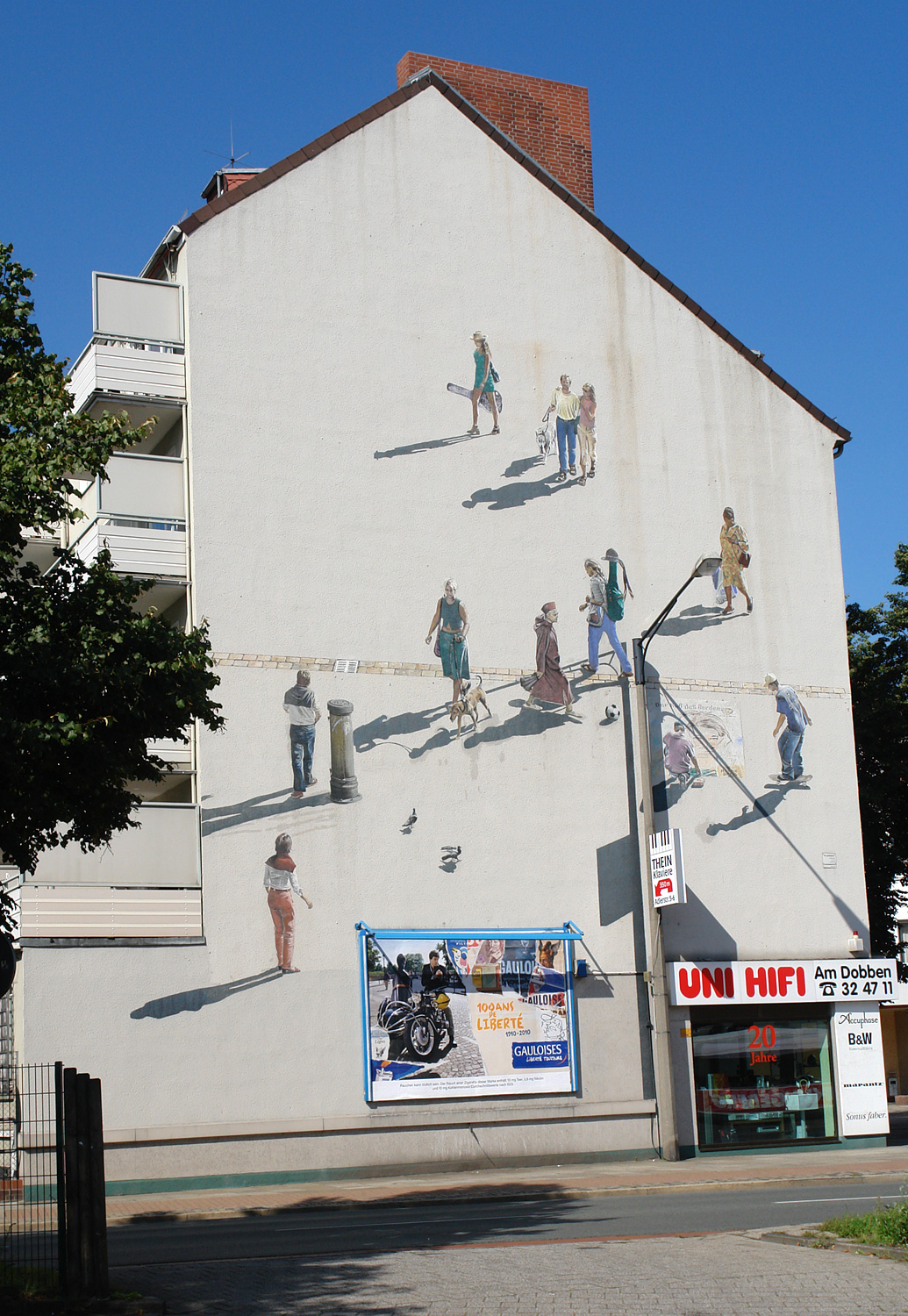
Am Dobben 23: Wandbild

## Die StraßeDobbenweg

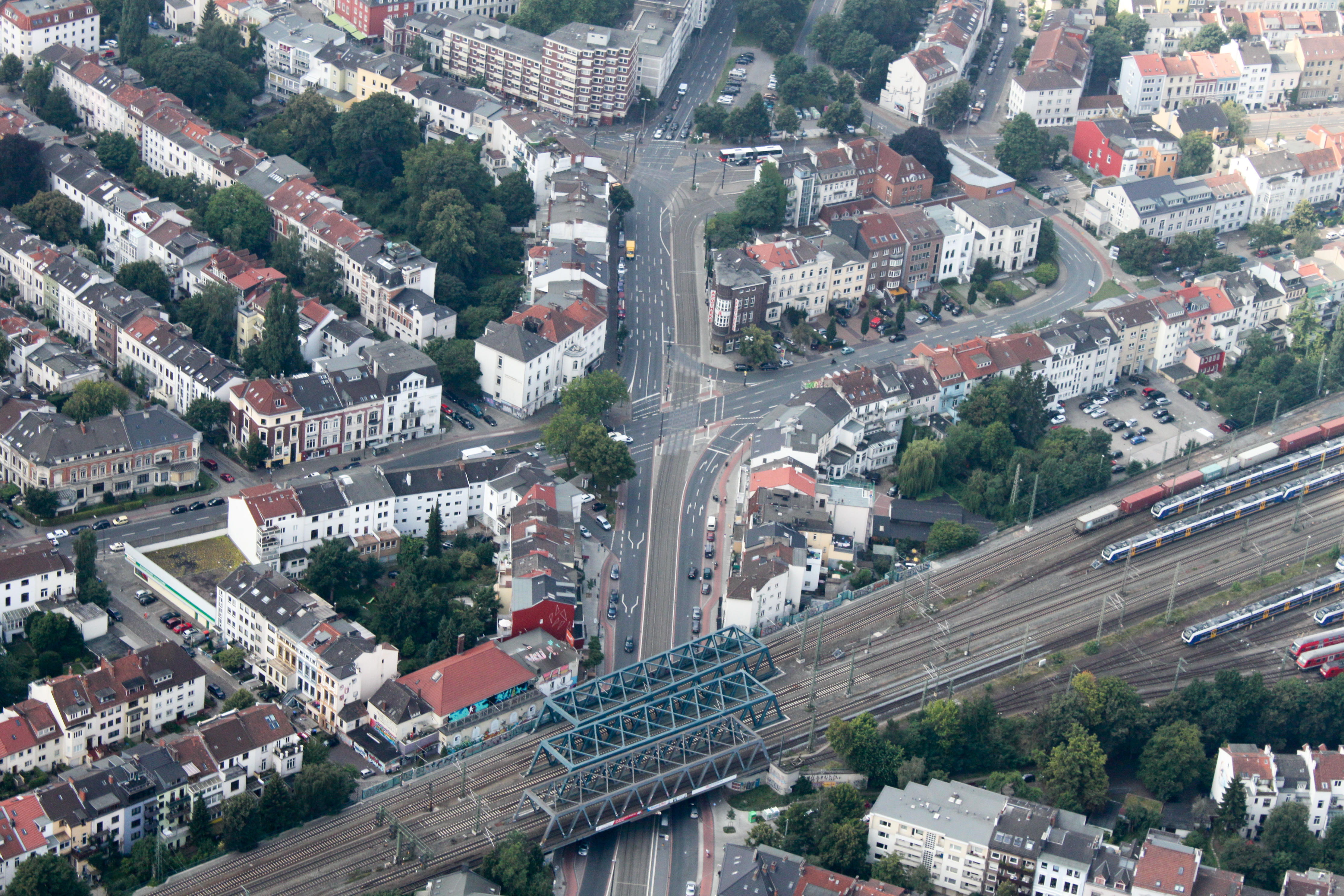
Der Dobbenweg ist das kurze Straßenstück in der hinteren Bildmitte, das von der Schwachhauser Heerstraße (vorne) und der Eduard-Grunow-Straße (ganz hinten) fortgesetzt wird. Seine vordere Begrenzung ist der Straßenzug Bismarckstraße - Außer der Schleifmühle in der Bildmitte, seine hintere die Straße "Am Dobben" als verdeckte Querstraße im Bildhintergrund.

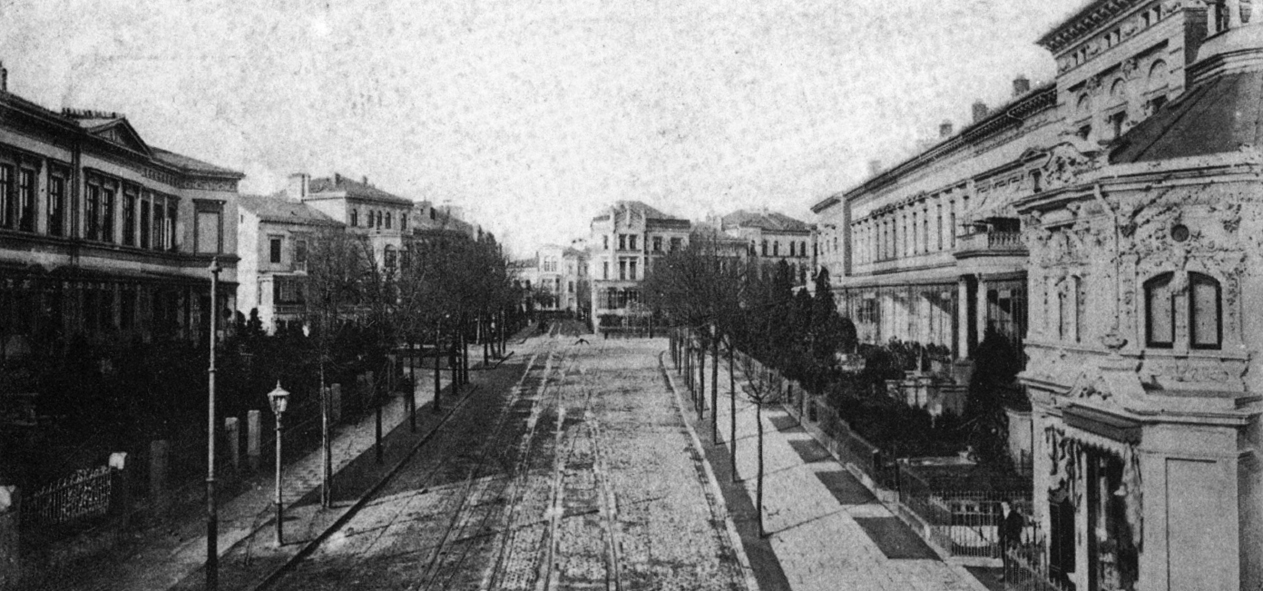
Vergleichsbild von 1899 mit Schwachhauser Heerstraße (vorne) und Dobbenweg (im Hintergrund)

Als das Gewässer "Dobben" noch existierte, gab es schon den Dobbenweg als kurzen Weg in gerader Verlängerung der heutigen Schwachhauser Heerstraße. Er endete am Dobben, eine Brücke gab es hier nicht. Die Fahrstrecke von Schwachhausen führte über die heutige Straße Außer der Schleifmühle zur Rembertistraße, wo es eine Brücke über den Dobben gab. Als der Dobben 1864 zugeschüttet und durch die Straße "Am Dobben" ersetzt wurde, wurde der Dobbenweg zur Verbindungsstraße von Schwachhausen zur neuen Straße. Auf einer Karte von 1865 ist er noch unbenannt, auf einer von 1885 heißt er bereits "Dobbenweg". Über 100 Jahre lang endete er in der Einmündung "Am Dobben", wo ein Knotenpunkt der Straßenbahn entstand.
In den späten 1960er Jahren kam es durch eine autoorientierte Verkehrspolitik zum Abriss großer Teile des nördlichen Ostertors und zur Anlage des Rembertikreisels. In gerader Verlängerung des Dobbenweges wurde die 1967 benannte Eduard-Grunow-Straße angelegt. Der Dobbenweg wurde zu einer der breitesten Einbahnstraßen Bremens, der Häuserblock östlich davon zu einer großen Verkehrsinsel, die von den Autos über die Straßen Außer der Schleifmühle – Schleifmühlenweg – Am Dobben – Dobbenweg kreisförmig umfahren wird. Nur die Straßenbahn fährt in beiden Richtungen über den Dobbenweg.
Auf dem Luftbild rechts gut zu erkennen ist die kreisförmige Verkehrsführung sowie die beidseitige Führung der Straßenbahn. Die Kreuzung in der Bildmitte wurde bereits in den späten 1950er Jahren ausgebaut, dabei wurde der seit 1891 dort stehende Zentaurenbrunnen in die Neustadt versetzt. Auf dem Vergleichsbild von 1899 ist der Dobbenweg, zu sehen im Hintergrund, noch eine schmale Straße. Das Haus in der Bildmitte steht auf einem Grundstück, das heute zur Straße gehört. Die Verbreiterung muss in den 1920er Jahren erfolgt sein, weil das neue Eckhaus, die Centauren-Apotheke, 1928 gebaut wurde. Im vorderen Teil sind die Bebauungslinien der Schwachhauser Heerstraße unverändert, der Verbreiterung der Straße wichen die Vorgärten.